# Cüneyt Çakır
Cüneyt Çakır (Istanbul, 23 novembre 1976) è un ex arbitro di calcio turco.

## Carriera
In campo nazionale dirige la sua prima partita in massima serie nel settembre del 2001, a soli 25 anni. Da allora ad oggi (stagione 2019-2020) ha diretto oltre 300 partite in patria, risultando tra i migliori arbitri. Il 1º gennaio 2006, a 29 anni appena compiuti, riceve la nomina della FIFA. Inizia a distinguersi anche in campo internazionale, ottenendo importanti designazioni.
Nel 2007 fa l'esordio in una partita tra nazionali maggiori, dirigendo Israele-Estonia, terminata 4-0 e valida per le qualificazioni al campionato europeo del 2008. Sempre nello stesso anno partecipa al campionato europeo di calcio Under-19 in Austria, a luglio. Gli vengono assegnate due partite della fase a gironi. In questi primi anni da internazionale dirige anche turni preliminari di Coppa UEFA, l'attuale UEFA Europa League.
Nell'agosto 2008 è chiamato a dirigere per la prima volta in UEFA Champions League una partita valida per il secondo turno preliminare. Dirige due partite valide per le qualificazioni al campionato mondiale del 2010 in Sudafrica. Nel 2009 partecipa al campionato europeo Under-21, dirigendo due partite della fase a gironi e una semifinale.
Agli inizi del 2010 la continua crescita dell'arbitro turco porta l'UEFA a promuoverlo nella categoria Premier Development, la seconda in assoluto. L'edizione 2009-2010 dell'Europa League lo vede protagonista: dirige infatti ben sette partite tra cui spicca la semifinale di ritorno tra Fulham e Amburgo.
Nel settembre del 2010 debutta nella fase a gironi della UEFA Champions League, dirigendo un match tra i russi del Rubin e gli spagnoli campioni in carica del Barcellona.
Nell'estate 2011 viene dapprima promosso nella categoria "Elite" degli arbitri UEFA (quattordici anni dopo l'ultima apparizione in questa lista di un suo connazionale, Ahmet Çakar); successivamente è chiamato a dirigere, in occasione del mondiale Under-20 del 2011 in programma in Colombia.
Nel dicembre 2011 viene selezionato ufficialmente per l'europeo del 2012 in Polonia ed Ucraina.

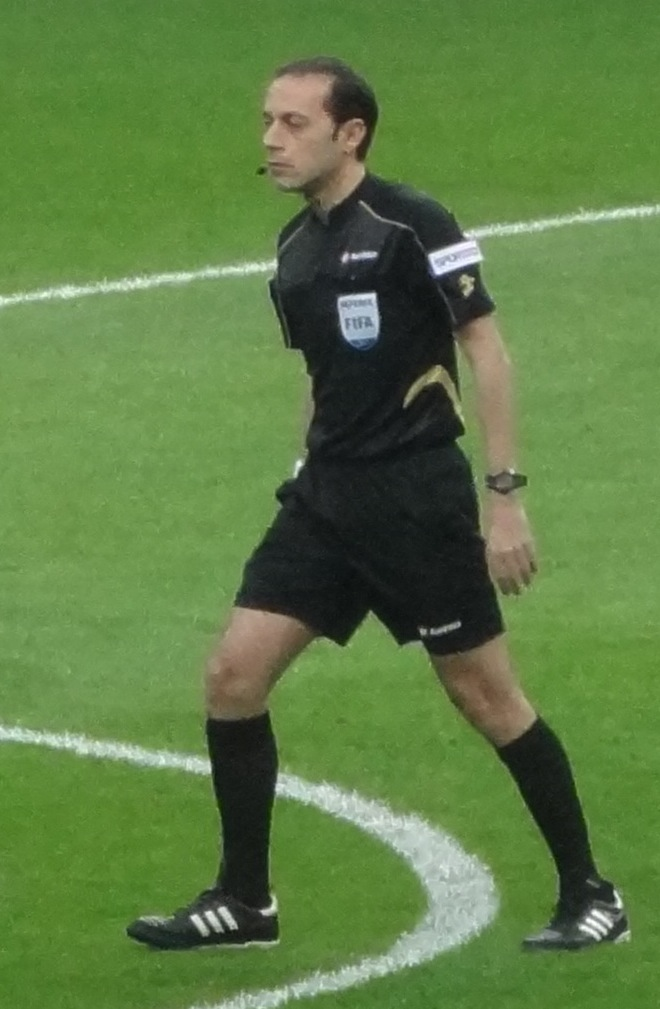
Cüneyt Çakır nel 2012

Nell'aprile 2012 viene inserito dalla FIFA in una lista di 52 arbitri preselezionati per il mondiale del 2014.
Il 24 aprile 2012 è chiamato a dirigere la semifinale di ritorno di Champions League tra Barcellona e Chelsea.
All'europeo del 2012 il fischietto turco dirige dapprima due partite della fase a gironi, Ucraina-Svezia e Italia-Irlanda, e successivamente una delle due semifinali, tra Portogallo e Spagna. Chiude la sua esperienza nella rassegna continentale ricoprendo l'incarico di quarto ufficiale nella finale del 1º luglio 2012 a Kiev, tra Spagna e Italia.
A livello nazionale, il 12 agosto 2012, è designato per dirigere (per la prima volta nella sua carriera) la finale di Supercoppa turca, disputatasi nell'occasione tra Galatasaray e Fenerbahçe.
Nel dicembre 2012 è selezionato dalla FIFA in vista della Coppa del mondo per club del 2012. Nell'occasione viene dapprima designato per un quarto di finale, successivamente per la finalissima del 16 dicembre 2012 ad Yokohama tra i brasiliani del Corinthians e gli inglesi del Chelsea. Da quando tale competizione ha assunto il format attuale allargato alle squadre di club campioni di tutte le confederazioni (e cioè dall'edizione del 2005), è il primo fischietto appartenente alla confederazione europea a dirigere l'atto finale.
Nel giugno del 2013 è selezionato dalla FIFA per prendere parte al mondiale Under 20 in Turchia. Viene impiegato per dirigere due partite della fase a gironi.
Nel novembre 2013 viene designato dalla commissione arbitrale FIFA per dirigere l'andata di Ucraina-Francia, uno degli spareggi UEFA per l'accesso al mondiale di Brasile 2014.
Il 15 gennaio 2014 viene selezionato ufficialmente per il campionato del mondo del 2014 in Brasile.
Nel maggio 2014 viene designato in qualità di quarto ufficiale per la finale della UEFA Champions League 2013-2014, in programma il 24 maggio 2014 all'Estádio da Luz di Lisbona tra Real Madrid ed Atlético Madrid.
Al mondiale di Brasile dirige due partite della fase a gironi: Brasile-Messico ed Algeria-Russia. Successivamente viene designato per la semifinale del 9 luglio 2014 tra Paesi Bassi ed Argentina.

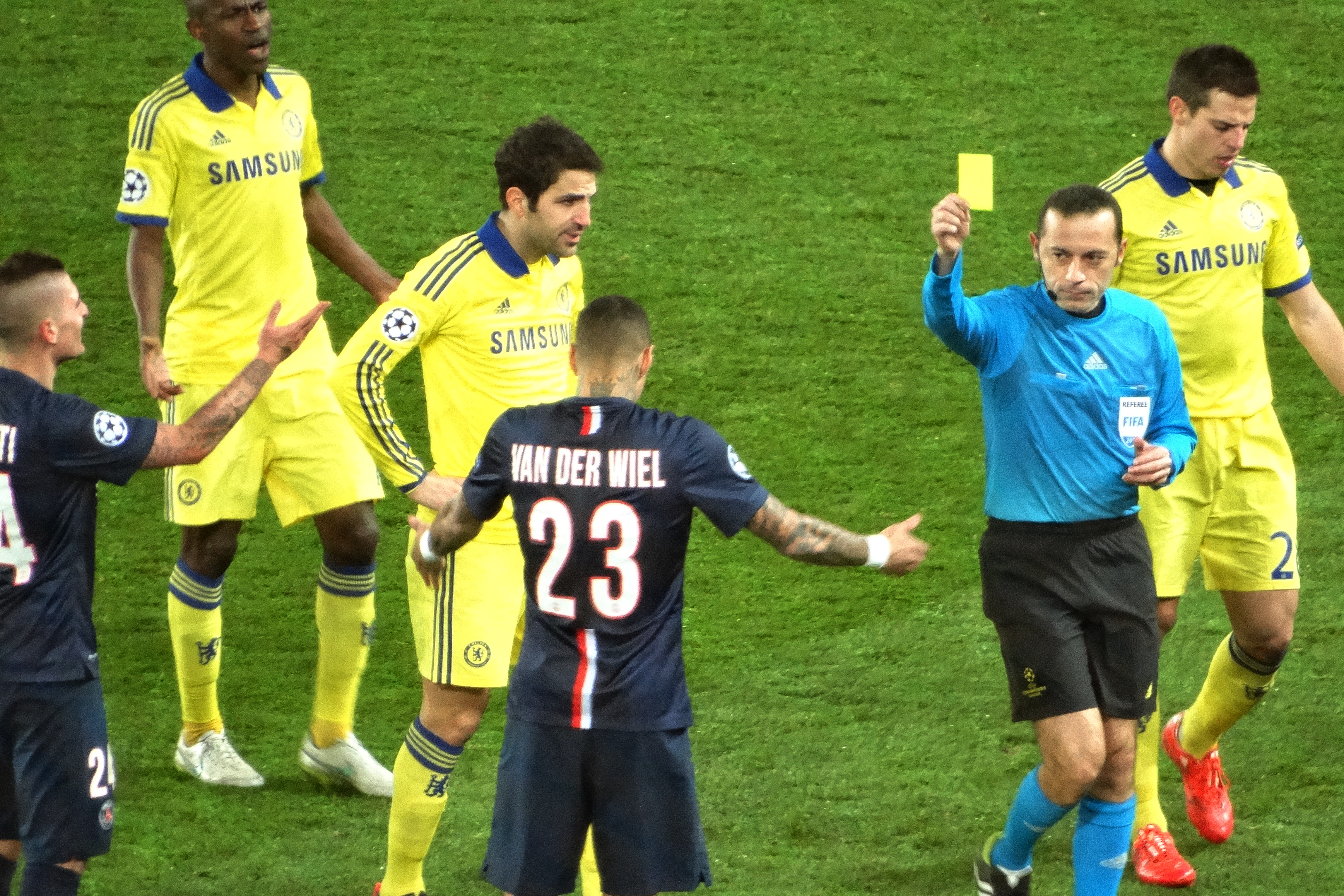
Durante la gara PSG-Chelsea (Champions League 2015)

Il 18 maggio 2015 l'UEFA rende nota la sua designazione per la finale di Champions League 2014-15 da disputarsi il successivo 6 giugno presso l'Olympiastadion di Berlino, tra gli italiani della Juventus e gli spagnoli del Barcellona. La partita si è conclusa 3-1 a favore della squadra spagnola.
Nel novembre 2015 viene designato dalla commissione arbitrale UEFA per dirigere il ritorno del play-off di qualificazione ad Euro 2016 tra la Slovenia e l'Ucraina.
Il 15 dicembre 2015 viene ufficialmente selezionato per l'europeo del 2016 in Francia.

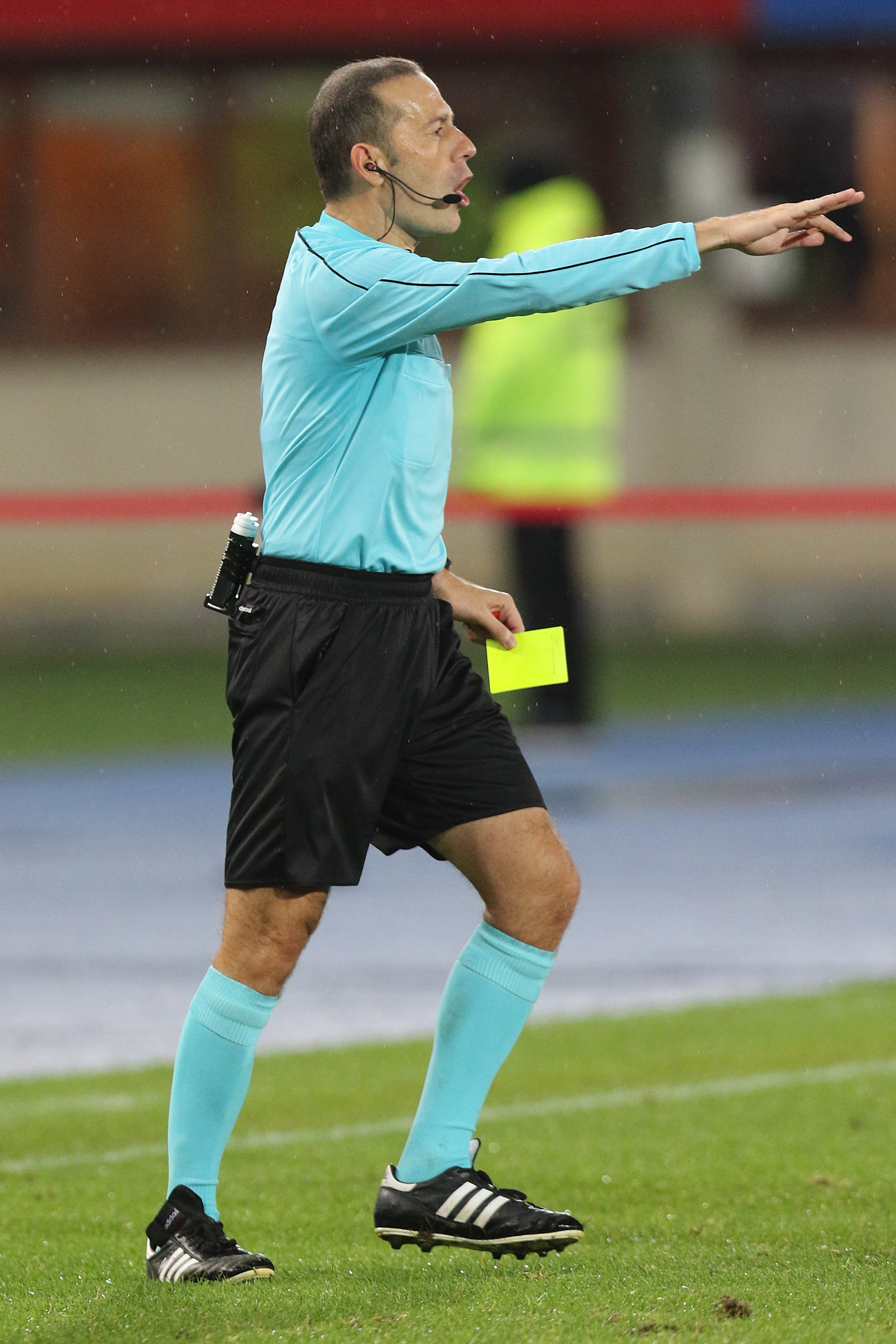
Durante Austria-Galles del 6 ottobre 2016

Tra aprile e maggio 2016 stabilisce un singolare primato: viene designato dalla commissione arbitrale UEFA per dirigere ben due sfide delle semifinali della UEFA Champions League 2015-2016. Nella fattispecie, viene dapprima designato per la gara di andata tra Manchester City e Real Madrid, e pochi giorni dopo per quella di ritorno tra Bayern Monaco ed Atletico Madrid. Non era mai accaduto, nella storia delle maggiori competizioni europee per club, che uno stesso arbitro dirigesse due semifinali su quattro.
Il 2 maggio 2016 viene ufficializzata la sua designazione per il torneo olimpico maschile di Rio de Janeiro 2016.
All'europeo di Francia 2016 dirige due partite della fase a gironi e l'ottavo di finale tra Italia e Spagna. Ai Giochi Olimpici di Rio de Janeiro dirige una gara della fase a gironi e il quarto di finale tra Brasile e Colombia.
Nell'aprile 2017 viene resa nota dalla FIFA la sua convocazione al campionato mondiale Under-20, in programma tra maggio e giugno 2017 in Corea del Sud.
Nel maggio 2017 dirige la semifinale di ritorno di UEFA Champions League tra Atlético Madrid e Real Madrid.
Nel novembre 2017 è designato dalla FIFA per dirigere un play-off UEFA valido per l'accesso al campionato mondiale di Russia 2018, la sfida d'andata tra Svezia ed Italia, vinta dai padroni di casa per 1-0.
Nell'edizione 2017-2018 della Champions League arbitra, tra le altre, l'andata dell'ottavo di finale tra Barcellona e Chelsea e il ritorno della semifinale tra Real Madrid e Bayern Monaco.
Il 29 marzo 2018 viene selezionato ufficialmente dalla FIFA per il mondiale di Russia 2018, dove arbitra la partita tra Marocco e Iran, valida per la prima giornata della fase a gironi. Infine viene designato per la semifinale Croazia-Inghilterra. Si tratta della sua seconda designazione per la semifinale di un mondiale, avendo già diretto nel 2014 la semifinale tra Paesi Bassi e Argentina.
Il 7 maggio 2019 dirige la sua sesta semifinale di Champions, nell'occasione il match di andata tra Liverpool e Barcellona.
Il 21 aprile 2021 viene selezionato per il Campionato europeo di calcio 2020 (slittato di un anno a causa del COVID-19). Per il fischietto turco si tratta della terza manifestazione continentale. Dirige due partite della fase a gironi, Ungheria-Portogallo e Ucraina-Austria. Successivamente viene designato per l'ottavo di finale tra Croazia e Spagna. Con quest'ultima partita, il turco dirige la sua nona partita ai Campionati Europei (tre nel 2012, tre nel 2016, oltre le tre del 2021), piazzandosi al primo posto nella classifica di tutti i tempi per partite arbitrate della competizione continentale.
Il 5 agosto 2022 tramite il sito ufficiale della Federcalcio Turca ne viene annunciato il ritiro, da ora in poi il suo ruolo consisterà nel formare i giovani arbitri.